# James Chamanga
James Chamanga, né le 2 février 1980 à Luanshya (Zambie), est un footballeur international zambien évoluant au poste d'attaquant.

## Biographie
Chamanga est un attaquant du club des Moroka Swallows en Afrique du Sud.
Avec l'équipe de Zambie, il participe à plusieurs Coupes d'Afrique des nations. Pour ses deux premières participations en 2006 et 2008, il ne dépasse pas le premier tour. Il atteint les quarts de finale en 2010 et fait partie de l'équipe victorieuse en 2012. Lors de cette édition, il inscrit un but en quart de finale face au Soudan.